# (1114) Lorraine
(1114) Lorraine – planetoida z pasa głównego asteroid okrążająca Słońce w ciągu 5 lat i 160 dni w średniej odległości 3,09 au. Została odkryta 17 listopada 1928 roku w Observatoire de Nice w Nicei przez Alexandre Schaumasse. Nazwa planetoidy pochodzi prawdopodobnie od francuskiej nazwy historycznej krainy Lotaryngia. Przed nadaniem nazwy planetoida nosiła oznaczenie tymczasowe (1114) 1928 WA.